# Life Mein Kabhie Kabhiee
Life Mein Kabhie Kabhiee – indyjski thriller o tematyce społecznej wyreżyserowany w 2007 roku przez Vikram Bhatta, autora Ghulam. W rolach głównych Aftab Shivdasani, Dino Morea, Sammir Dattani, Mohnish Behl, Nauheed Cyrusi, Anjori Alagh (debiut), Koel Purie. 

## Fabuła
To historia piątki przyjaciół z college’u. Rajeev Arora (Dino Morea) uzależniony w życiu od decyzji swego starszego brata Sanjeeva (Mohnish Behl) kierującego milionową firmą ojca marzy o sukcesie, o tym, aby być w życiu najlepszym. Jai Gokhale (Sammir Dattani) upokorzony klęską ojca pragnie władzy. Monice Seth nie wystarcza zakochany w niej narzeczony, chce sławy aktorskiej. Ishcie Sahrma wydaje się, że szczęście zapewnią jej pieniądze. Przyjaciele wyzywają los. Za pięć lat mają spotkać się, aby rozsądzić, kto z nich wygrał zakład spełniając swoje marzenia, stając się najszczęśliwszy z nich. Sędzią podczas tego zakładu ma być marzący o spełnieniu się w pisaniu i małżeństwie z Richą (Koel Purie)  Manish Gupta (Aftab Shivdasani).

## Obsada
- Dino Morea: Rajiv Arora
- Aftab Shivdasani: Manish Gupta
- Anjori Alagh: Ishita Sharma
- Nauheed Cyrusi: Monica Seth
- Sameer Dattani: Jai Gokhale

w rolach drugoplanowych
- - Anuj Sawhney: Mohit (chłopak Moniki)
  - Mohnish Behl: Sanjiv Arora (starszy brat Rajivar)
  - Koel Puri: Richa (żona Manisha)
  - Raj Zutshi: Raj Gujral (mąż Ishity)
  - Rajat Bedi: Rohit Kumar
  - Nikita Anand: dziewczyna Rajiva
  - Pinky Harwani: doradca Jaia

## Muzyka i piosenki
Muzykę do filmu skomponował braterski duet Jatin-Lalit, autorzy muzyki do takich filmów jak Jo Jeeta Wohi Sikandar, Raju Ban Gaya Gentleman, Kabhi Haan Kabhi Naa, Yes Boss, Khamoshi: The Musical, Ghulam, Kuch Kuch Hota Hai, Dil Kya Kare, Sarfarosh, Mohabbatein, Phir Bhi Dil Hai Hindustani, Kabhi Khushi Kabhie Gham, Albela, Hum Tum, Mr. White Mr. Black.
- Life Mein Kabhie Kabhiee (Shaan, Mahalaxmi Iyer).
- Hum Tum (Kay Kay, Gayatri).
- Dekho Jo Gaur Se (Sunidhi Chauhan).
- Hum Khushi Ki